# Ong bắp cày ký sinh
Ong bắp cày Tarantula hawk  (Danh pháp khoa học: Pepsini) là một nhóm ong độc trong phân họ Pepsinae thuộc họ Pompilidae.

## Đặc điểm
Loại ong này khá hiếm chúng. Ong thường tấn công Nhện góa phụ đen hoặc nhện lông lá lớn ăn thịt chim (Tarantula). Ong Tarantula Hawk cái là vật ký sinh chuyên tấn công những con nhện Tarantula. Chúng làm tê liệt con nhện bằng cách dùng độc tố của mình tiêm vào con mồi và đẻ trứng vào thân nhện để cho ấu trùng có thực phẩm ăn, ấu trùng ong sẽ ăn thịt con nhện và sống trong bụng con nhện 35 ngày để lột xác. Thường thì chúng làm tê liệt con nhện độc lớn hơn nhiều lần bằng một cú đốt và kéo nhện vào hang, rồi đẻ một quả trứng lên người con nhện. Ấu trùng ong Tarantula Hawk sau khi nở sẽ ăn thịt con nhện đang bị tê liệt này trong vài tuần.
Loài này cũng dám tấn công người nhưng nói chung thì chúng tấn công rất ít, nó là một trong những loài ong độc và gây ra số lượng ca tử vong cho con người. Nọc độc của chúng được xếp hạng thứ 2 về mức độ gây đau đớn, chỉ kém kiến đạn. Vết đốt của loài ong này chỉ gây đau trong vài phút nhưng đủ khiến nạn nhân cảm thấy như vừa trải qua một cú điện giật chết người. Ong Tarantula Hawk tiết ra lượng lớn nọc độc và vết đốt của chúng lập tức khiến nạn nhân vô cùng đau đớn trong một thời gian ngắn. Tuy nhiên, nọc độc của loài ong này có thể gây ra chết người(Gần như là không).

## Chỉ dẫn
1. ↑  Theo định nghĩa về ký sinh thì ong nầy không phải là ký sinh parasite mà là parasitoid. Chúng săn nhện làm thức ăn cho con non. Nó giống như con tò vò ở Việt Nam, bắt nhện cây về tổ. Chúng tiêm nọc để vừa làm chết nhện vừa giữ chất dinh dưỡng được bảo toàn không hỏng.